# Eric Domb
Eric Domb (Ukkel, 11 november 1960) is een Belgische ondernemer en vooral gekend als oprichter en ceo van het dierenpark Pairi Daiza.

## Biografie
Domb studeerde rechten aan de Université catholique de Louvain die hij aanvulde met een economische opleiding aan de EHSAL. Hij werd advocaat en was daarna belastingadviseur bij Coopers & Lybrand. Vervolgens richtte hij een financiële adviesfirma op.
Tussen 2006 en 2009 was hij voorzitter van de Waalse werkgeversvereniging Union wallonne des entreprises.
In 1993 kocht hij samen met een aantal investeerders en met financiële inbreng van het Waals Gewest de gronden van de Abdij van Cambron. Het jaar nadien opende hij er het vogelpark Parc Paradisio dat later werd omgevormd tot dierentuin en natuurpark Pairi Daiza.

## Eerbetoon
- 2007 - Manager van het Jaar[3]
- 2012 - Officier in de Mérite wallon
- 2014 - Bologne-Lemaireprijs van het Institut Destrée
- 2015 - Burgerschapsprijs Stichting P&V